# 木下陽三
木下 陽三（きのした ようぞう、1939年6月3日 - ）は、山口県出身の工学者、実業家。九州工業大学工学部工業化学科卒業。 三井化学元副社長、東セロ元代表取締役社長、東セロ相談役を務める。

## 略歴
- 1939年6月-3日生
- 1963年3月-九州工業大学工業化学科卒業
- 1963年4月-三井化学工業㈱(現三井化学㈱)入社
- 1968年10月-三井東圧化学㈱(現三井化学㈱)入社
- 1993年6月-三井東圧化学取締役大阪工業所副所長
- 1995年6月-三井東圧化学取締役技術本部長・生産技術部長
- 1997年10月-三井化学㈱常務取締役生産・技術本部長
- 1999年6月-三井化学専務取締役
- 2001年6月-三井化学副社長基礎化学品事業部門長
- 2003年6月-三井化学副社長基礎化学品事業グループ長
- 2004年6月-三井化学副社長機能樹脂事業グループ長
- 2005年6月-東セロ㈱代表取締役社長
- 2007年6月-相談役